# Ambroz Kapaklija
Ambroz Kapaklija (sinh 30 tháng 11 năm 1996) là một cầu thủ bóng đá Albania thi đấu ở vị trí tiền vệ cho Vllaznia Shkodër ở Kategoria Superiore.